# American Steam Automobile Company

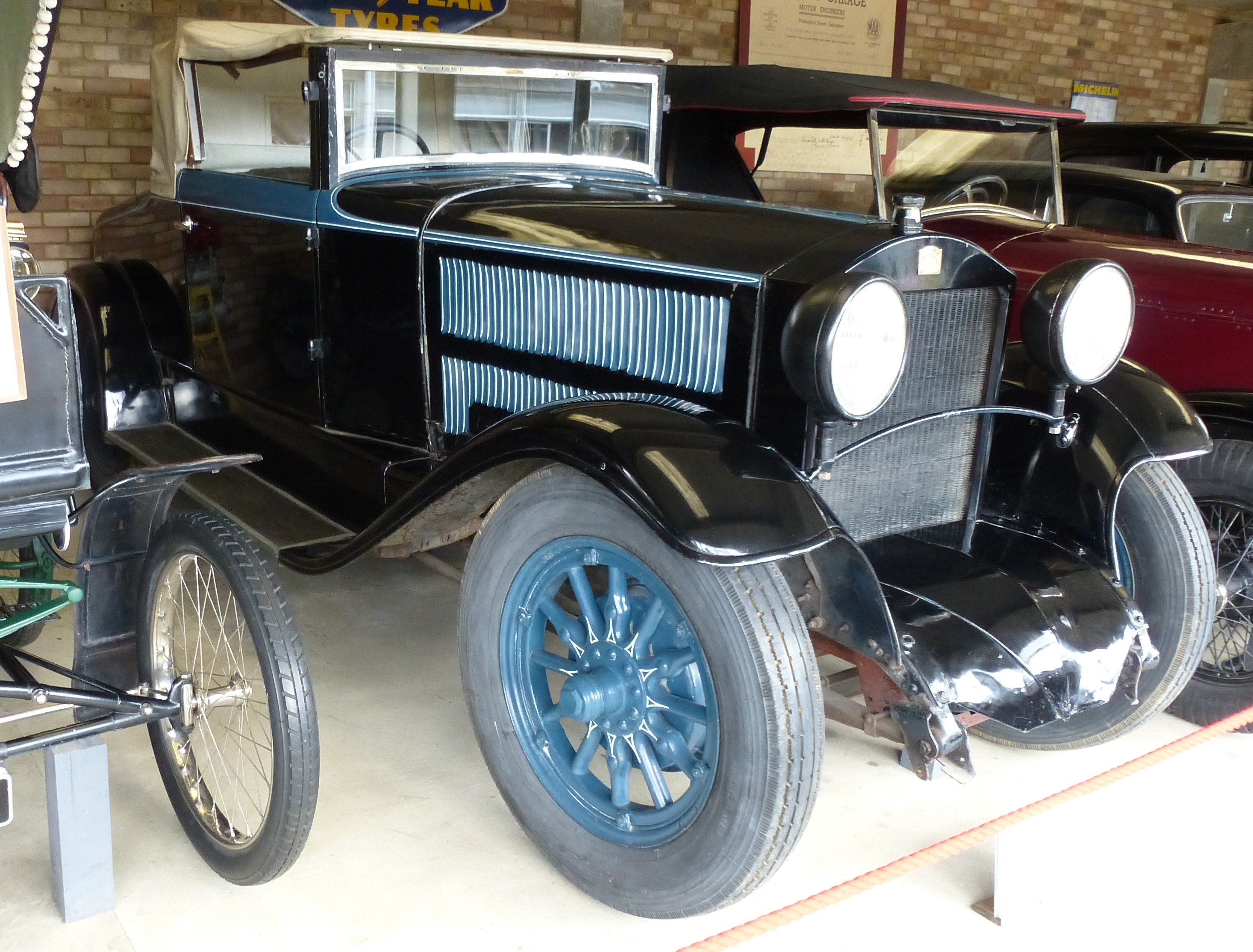
American Steam Car von 1935 in einem englischen Automuseum

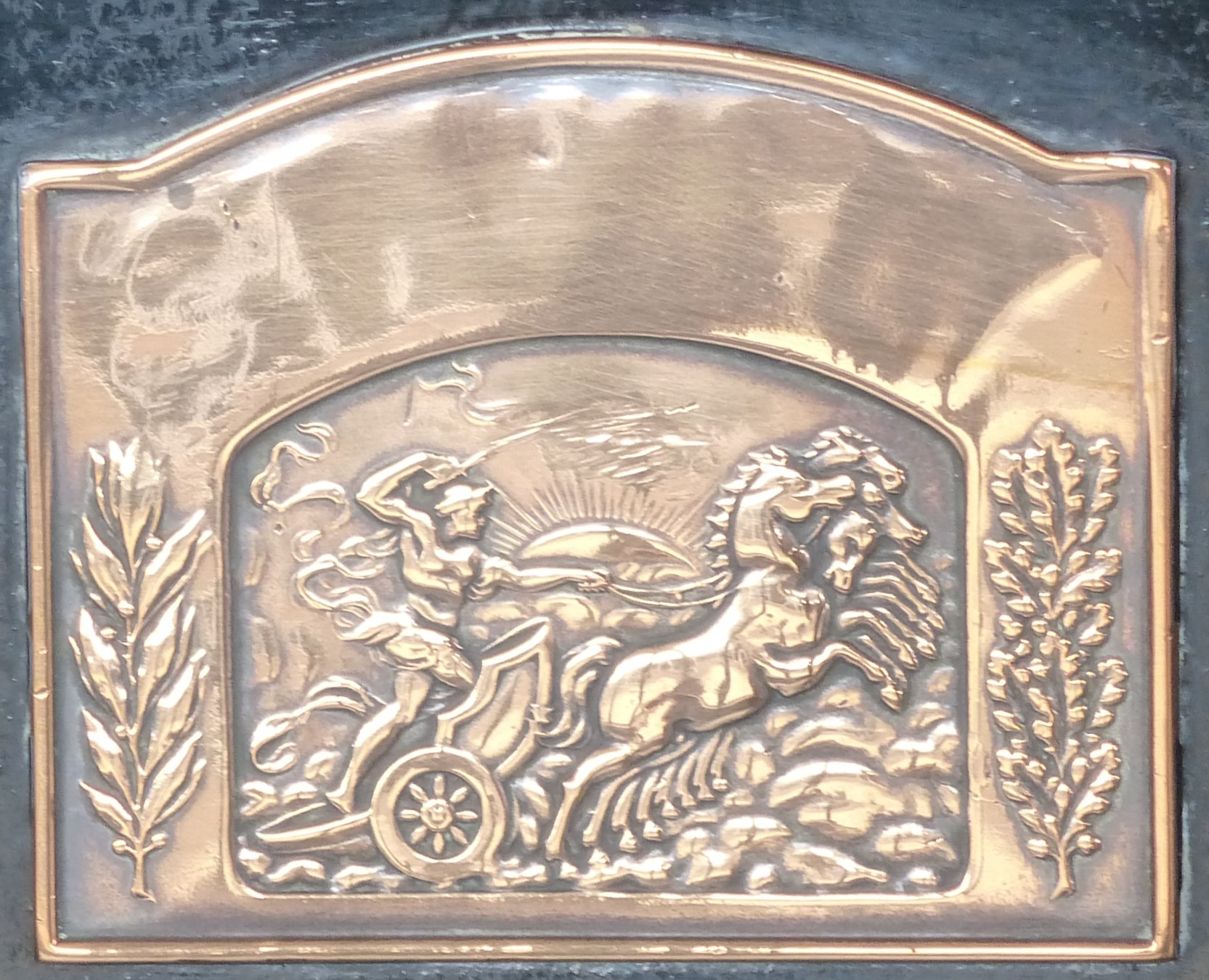
Emblem

American Steam Automobile Company war ein US-amerikanischer Hersteller von Automobilen.

## Unternehmensgeschichte
Thomas S. Derr studierte an der Harvard University. Er interessierte sich für Dampfmotoren und betrieb in West Newton in Massachusetts eine Werkstatt, die sich mit dem Service, der Reparatur und dem Wiederaufbau von Dampfwagen der Stanley Motor Carriage Company beschäftigte. 1926 begann er, selbst Automobile unter dem Markennamen American Steam Car herzustellen. Ein Fahrzeug wurde nach England exportiert. 1942 endete die Produktion.

## Fahrzeuge
Derrs erster Dampfwagen von 1926 hatte ein Fahrgestell und den Aufbau von Hudson sowie einen überarbeiteten Dampfmotor von Stanley. Danach entwickelte Derr einen eigenen Dampfmotor. 1939 befanden sich zwölf dieser Motoren in seiner Werkstatt. Ein Autor schätzt, dass daraus bis 1942 etwa sechs Fahrzeuge entstanden.